# Coleomegilla
Genre
Coleomegilla est un genre de coléoptères de la famille des coccinelles.

## Liste d'espèces
Selon BioLib (3 mai 2024) :
- Coleomegilla innotata (Mulsant, 1850)
- Coleomegilla maculata (DeGeer, 1775)
- Coleomegilla occulta González, 2014
- Coleomegilla quadrifasciata (Thunberg, 1808)

Selon ITIS (28 févr. 2011) :
- Coleomegilla cubensis (Casey, 1908)
- Coleomegilla maculata (De Geer, 1775)

## Publication originale
- (en) Timberlake, 1920 : Correction of two generic names in Coleoptera and Hymenoptera. Canadian Entomologist, vol. 52, p. 96 (texte intégral).